# Đông Hòa Hiệp
Đông Hòa Hiệp là một xã thuộc huyện Cái Bè, tỉnh Tiền Giang, Việt Nam, nay là thuộc xã Cái Bè, Đồng Tháp.
Trong xã có Làng cổ Đông Hoà Hiệp, đã được Bộ Văn hóa, Thể thao và Du lịch của Việt Nam công nhận là Di tích cấp Quốc gia vào năm 2017.

## Địa lý

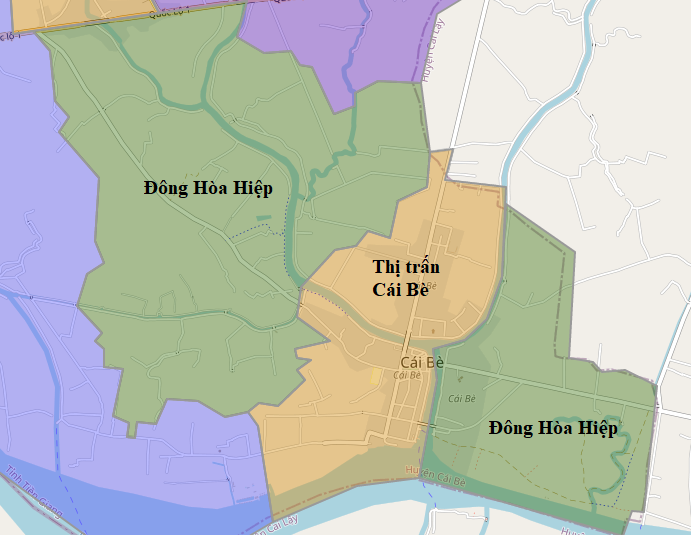
Xã Đông Hòa Hiệp với 2 phần tách biệt

Xã Đông Hòa Hiệp có diện tích 13,05 km², dân số năm 1999 là 13.500 người, mật độ dân số đạt 1.034 người/km².
Xã nằm hoàn toàn ở phía nam Quốc lộ 1, cách thành phố Mỹ Tho 40 km về phía tây.
Xã Đông Hòa Hiệp tiếp giáp xã Hòa Khánh ở phía tây và tây nam, tiếp giáp xã Hậu Thành và xã An Cư ở phía bắc, phía đông tiếp giáp huyện Cai Lậy, thị trấn Cái Bè nằm ở giữa đã chia đôi xã thành hai phần, hướng phía nam Đông Hòa Hiệp tiếp giáp sông Tiền.
Các kênh, rạch và sông chảy qua địa bàn xã gồm: Kênh 8, kênh Giồng Tre, rạch Bà Giang, rạch Bà Hợp, rạch Cầu Chùa, rạch Cầu Miếu, rạch Cây Cam, rạch Cây Da, sông Cái Bè, sông Phú An, sông Thông Lưu.

## Hành chính
Xã Đông Hòa Hiệp được chia thành 7 ấp: An Bình Đông, An Hiệp, An Hòa, An Lợi, An Ninh, An Thạnh, Phú Hòa.
Ủy ban nhân dân xã nằm ở phần địa bàn phía tây thị trấn Cái Bè, ngay sát ranh giới tiếp giáp, thuộc ấp An Lợi, nằm bên bờ Kênh 8. Nằm trên đường Hòa Hợp, vị trí cách Huyện lộ 74 chừng 200 m về hướng bắc.

## Lịch sử
Năm 1732, Chúa Nguyễn đã cho lập ở dinh Phiên Trấn một đơn vị mới là dinh Long Hồ và chọn thôn An Bình Đông (thuộc xã Đông Hòa Hiệp ngày nay) để làm lỵ sở. Do vị trí là lỵ sở nên quan lại, điền chủ tập trung đến đây và vùng được xây dựng nhiều công trình.
Năm 1757, lỵ sở dời về thôn Long Hồ là thành phố Vĩnh Long ngày nay.
Năm 1808, vùng gồm 3 thôn: An Bình Đông, An Bình Tân và An Thành, thuộc tổng Kiến Phong, đời Thiệu Trị thuộc tổng Phong Hòa.
Ngày 12 tháng 7 năm 1877, An Bình Tây đổi thành Phú Hòa, làng An Thành đổi thành An Hiệp.
Ngày 13 tháng 12 năm 1913, nhập Phú Hòa vào làng An Bình Đông và An Hiệp lấy tên là Đông Hòa Hiệp, thuộc tổng Phong Hòa.
Từ 1945 đến 1954, chính quyền cách mạng chia xã thuộc huyện Cái Bè, tỉnh Mỹ Tho; còn chính quyền Pháp đặt xã Đông Hòa Hiệp thuộc quận Cái Bè, tỉnh Định Tường.
Từ 1954 đến 1975, xã Đông Hòa Hiệp thuộc huyện Cái Bè, tỉnh Mỹ Tho. Chính quyền Việt Nam Cộng hòa đặt xã Đông Hòa Hiệp thuộc quận Sùng Hiếu, tỉnh Định Tường.

## Kinh tế – Xã hội

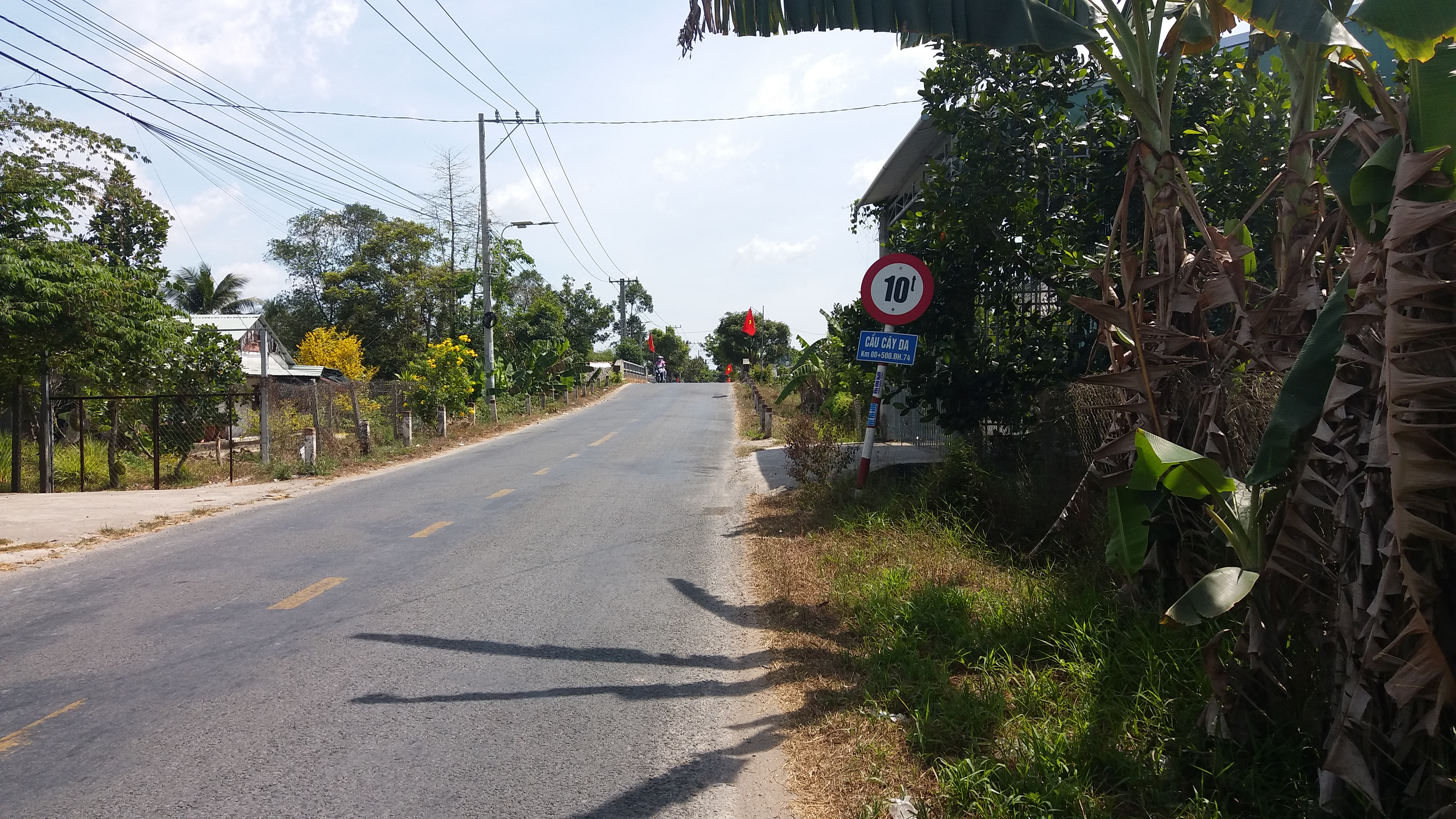
Huyện lộ 74

Kinh tế địa phương có thế mạnh là du lịch, tham quan các khu nhà cổ đã được quy hoạch chung gọi là Làng cổ Đông Hòa Hiệp, cùng các dịch vụ du lịch khác. Du lịch làng cổ gắn với mô hình du lịch sinh thái vùng sông nước và vườn cây ăn trái. Nông nghiệp trong xã gồm trồng mít, xoài cát Hòa Lộc, cam sành, bưởi da xanh, bưởi lông Cổ Cò, nhãn,... Xã có các nghề thủ công truyền thống làm cốm, kẹo, bánh tráng, bánh phồng sữa,... Hộ nghèo giảm còn 1,5%; thu nhập bình quân đầu người của xã năm 2020 là trên 63 triệu đồng (VND). Xã Đông Hòa Hiệp có khu công nghiệp lớn là Cụm công nghiệp An Thạnh.
Về giao thông, toàn xã đã bê tông và nhựa hóa 12 tuyến đường ấp (chiều dài gần 15 km); nhựa hóa 16 tuyến đường xóm với chiều dài trên 21 km (đạt trên 75%).
Xã có 8 bà mẹ Việt Nam Anh hùng, 319 liệt sĩ, 52 thương binh, 17 lão thành cách mạng, 144 gia đình có công với nước, 472 huân chương các loại.

### Làng cổ Đông Hòa Hiệp

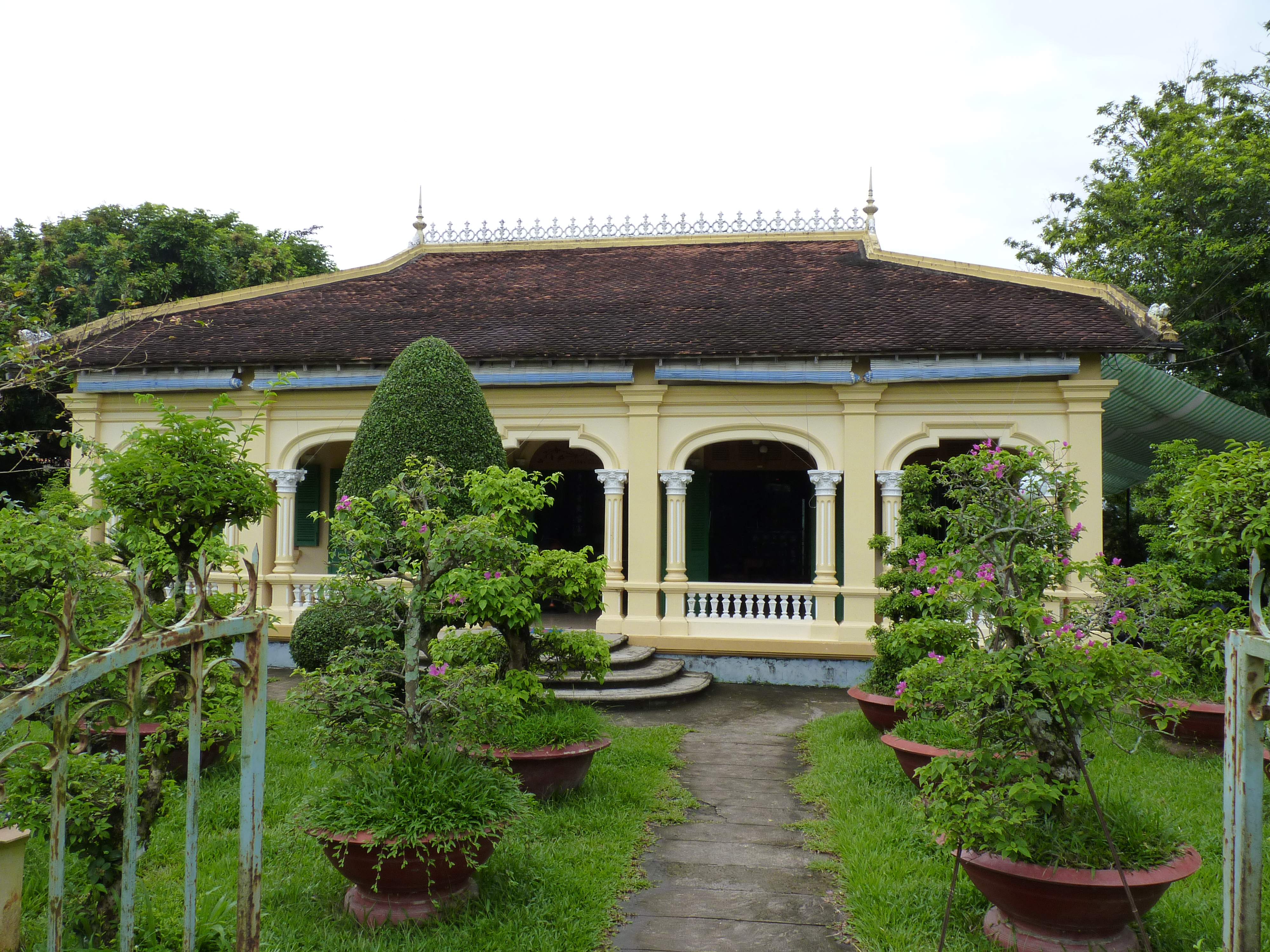
nhà cổ Ba Đức

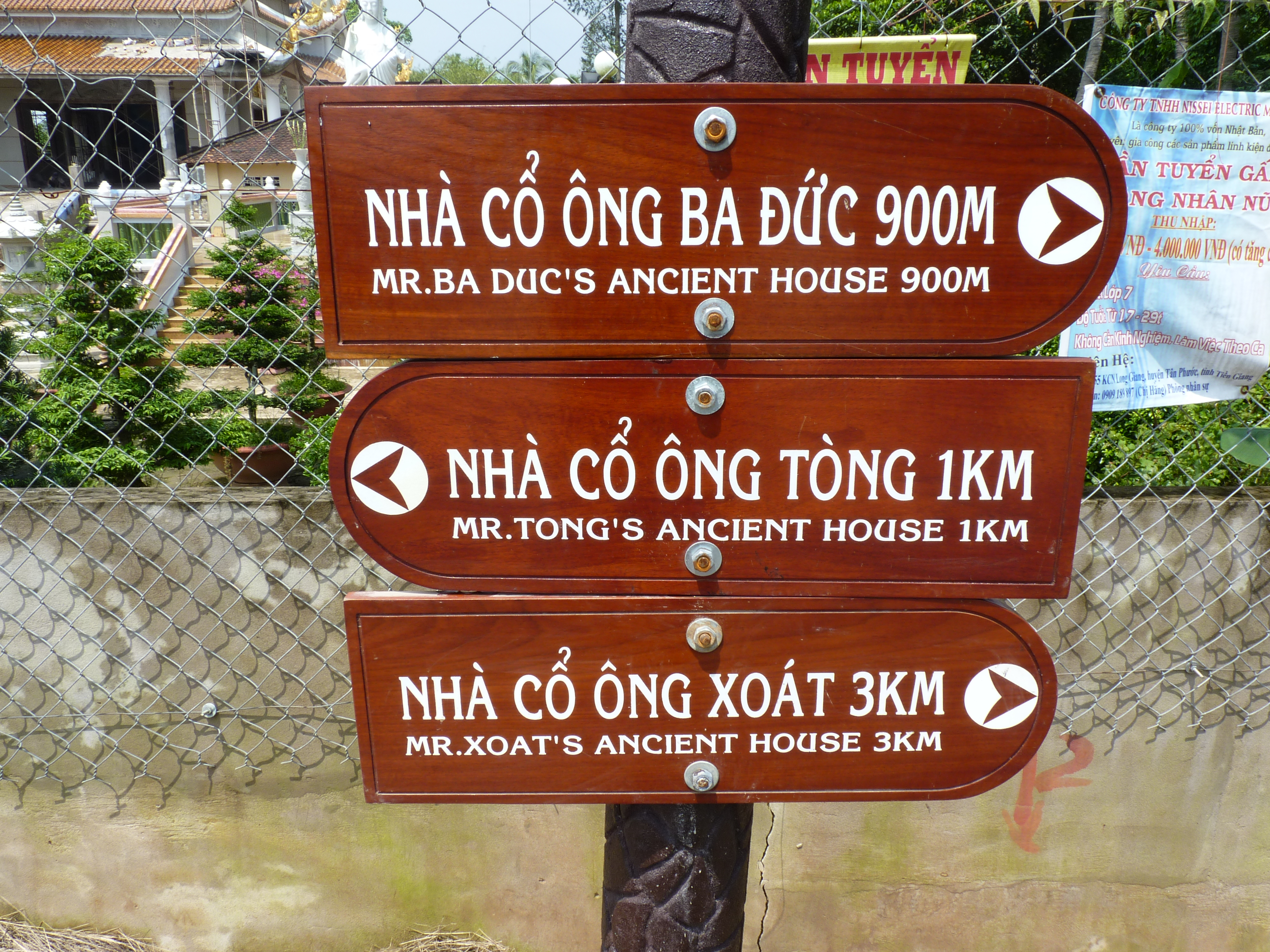
Bảng chỉ đường đến các nhà cổ

Trong làng có 7 ngôi nhà cổ từ 150 - 220 năm và 29 ngôi nhà từ 80 - 100 năm, 3 ngôi chùa và 1 ngôi đình làng trên 100 năm. Các ngôi nhà cổ nổi tiếng như Nhà ông Bái Lâu được xây vào năm 1838 nay là nhà cổ ông Kiệt ở ấp Phú Hòa; nhà cổ Ba Đức (ông Phan Văn Đức, ấp An Lợi), nhà cổ ông Xoát (Lê Văn Xoát, ấp An Thạnh), nhà ông Võ Văn Võ,... Trong đó, ngôi nhà cổ ông Xoát là ngôi nhà cổ lâu đời nhất được xây từ năm 1818. Ngôi chùa cổ nhất là chùa Thiên Hòa, có từ cuối thế kỷ 18, nằm bên bờ rạch Bà Hợp, thuộc ấp Phú Hòa.
Đặc điểm chung của các ngôi nhà cổ ở Làng cổ Đông Hòa Hiệp là cột gỗ to cao; kèo, đòn tay, trính, rui, mè, đòn dông, vách, vách ngăn,... đều bằng gỗ. Nội thất trang trí các khuôn hoành phi, chạm khắc nghệ thuật hình long, lân, quy, phụng, chim và các loài hoa; 2 cột cái có đôi liễn với nội dung đối xứng nhau nhằm chúc phúc, cầu may, chúc thọ. Phía trước nhà là phần sân rộng bày trí những cây kiểng cổ; nhà cổ có hàng rào và cửa cổng chắc chắn, khang trang thể hiện sự sang trọng, bề thế của giới giàu có thời xưa.
Năm 2016, huyện Cái Bè đã đón 150.000 lượt du khách đến tham quan, du lịch (trong đó có 115.000 khách quốc tế), trên 70.000 lượt khách du lịch đã đến tham quan làng cổ Đông Hòa Hiệp.
Với giá trị to lớn về văn hóa và kiến trúc, Làng cổ Đông Hòa Hiệp đã được Bộ Văn hóa, Thể thao và Du lịch của Việt Nam công nhận là Di tích cấp Quốc gia vào năm 2017.

### Khó khăn
Địa bàn xã thường xuyên xảy ra tình trạng sạt lở dọc theo các bờ kênh, rạch,...nghiêm trọng, có nơi lấn sâu vào bờ 13 m. Ủy ban nhân dân xã Đông Hòa Hiệp có đường nhựa chạy ngang, nằm cạnh bờ sông cũng bị sạt lở. Chính quyền địa phương đã ra sức gia cố đê bao.
Xã cũng thường xuyên chịu tình trạng nhiễm mặn tương tự các địa phương lân cận khác, gây thiệt hại làm chết nhiều vườn cây ăn trái của nông dân. Trong đó, làm chết sầu riêng loại cây ăn trái có giá trị kinh tế cao, đợt hạn mặn năm 2020, hơn 3.200 cây sầu riêng đã bị chết. Chính quyền đã cho xây 2 cống đập trên rạch Bà Hợp thuộc xã Đông Hòa Hiệp và xã Hòa Khánh bằng bê tông cốt thép, có chiều ngang gần 20 mét theo hình thức mở tự động, với khả năng trữ gần 400.000 m³ nước ngọt cung cấp cho khoảng 1.000 ha vườn cây, đồng thời cho nạo vét đoạn rạch dài hơn 4.000 mét.